# Alberto van Klaveren
Albert Leo van Klaveren Stork (Ámsterdam, Países Bajos, 27 de octubre de 1948), conocido comúnmente como Alberto van Klaveren, es un politólogo, abogado y diplomático chileno de ascendencia judía-neerlandesa. Desde el 10 de marzo de 2023 se desempeña como ministro de Relaciones Exteriores de Chile bajo el gobierno del presidente Gabriel Boric.
Entre 2006 y 2009, se desempeñó como subsecretario de Relaciones Exteriores bajo el gobierno de Michelle Bachelet. También fue agente del Estado de Chile ante la Corte Internacional de Justicia con motivo de la demanda de la que fue objeto el país por parte del Perú.

## Biografía

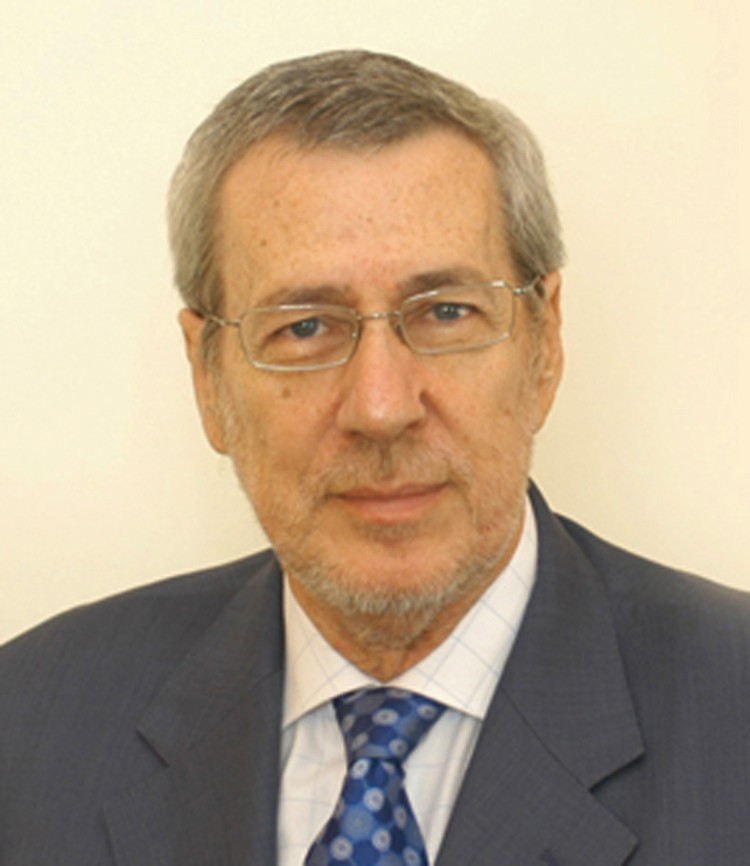
Fotografía oficial de Van Klaveren como subsecretario de Relaciones Exteriores en 2006.

Nació en Ámsterdam, hijo de padres judíos, quienes sobrevivieron a la persecución nazi durante la Segunda Guerra Mundial. A los dos años de edad llegó a Chile. Aún tiene parientes en los Países Bajos y habla perfecto el neerlandés.
Es abogado, licenciado en ciencias jurídicas y sociales de la Universidad de Chile, máster en Relaciones Internacionales en la Universidad de Colorado en Denver, Estados Unidos y posee estudios de doctorado en ciencia política en la Universidad de Leiden, Países Bajos. Además es doctor honoris causa de la Pontificia Universidad Católica de Valparaíso y es académico del Departamento de Derecho Internacional de la Facultad de Derecho de la Universidad de Chile
Desde 2008 lideró el equipo jurídico que defendió los derechos de Chile en la controversia de delimitación marítima entre Chile y Perú, ante la Corte Internacional de Justicia. Trabajó en conjunto con la directora de Fronteras, María Teresa Infante Caffi y el entonces embajador de Chile en La Haya, Juan Martabit.
También fue abogado en representación del Estado chileno en Londres para el caso Pinochet. En ese rol, según revista Qué pasa, viajó a La Haya en 1999 para analizar los alcances de una eventual demanda que le permitiera el regreso al país.

## Cargos diplomáticos
Entre 2006 y 2009, desempeñó el cargo de subsecretario de Relaciones Exteriores. Anteriormente, desde el año 2001, fue embajador político en Bélgica, Luxemburgo y la Unión Europea. Van Klaveren también ocupó el cargo de director de Planificación del Ministerio de Relaciones Exteriores de Chile entre 1996 y 2001. Durante el caso Pinochet, trabajó como abogado del Estado chileno en Londres.
Además, ha tenido una destacada carrera académica, como director del Instituto de Estudios Internacionales de la Universidad de Chile y como profesor en el Instituto Universitario Ortega y Gasset en Madrid, España. Asimismo, Van Klaveren fue Director Académico de la Asociación de Investigación y Especialización sobre Temas Iberoamericanos (AIETI) de España. 
También se desempeñó como asesor principal de un proyecto del Programa de las Naciones Unidas para el Desarrollo (PNUD) y como director adjunto del Instituto de Relaciones Europeo-Latinoamericanas (Irela) de Madrid.